# Тунгалинский сельсовет
Тунгали́нский сельсове́т — сельское поселение в Зейском районе Амурской области.
Административный центр — посёлок Тунгала.

## История
31 октября 2005 года в соответствии с Законом Амурской области № 73-ОЗ муниципальное образование наделено статусом сельского поселения.

## Население
| 2002 | 2010 | 2011 | 2012 | 2013 | 2014 | 2015 |
| ---- | ---- | ---- | ---- | ---- | ---- | ---- |
| 571  | ↘494 | ↘492 | ↗502 | ↗528 | ↗551 | ↗554 |
| 2016 | 2017 | 2018 | 2021 |      |      |      |
| ↗561 | ↘554 | ↘553 | ↘310 |      |      |      |

## Состав сельского поселения
| № | Населённый пункт | Тип населённого пункта          | Население |
| - | ---------------- | ------------------------------- | --------- |
| 1 | Тунгала          | посёлок, административный центр | ↘310      |